# Alexander Graham
Alexander Graham (Auchenflower, 28 aprile 1995) è un nuotatore australiano, specializzato nello stile libero.
Ai Campionati Mondiali di nuoto in vasca corta ha vinto la medaglia di bronzo nei 200 stile libero.

## Palmarès
- Giochi olimpici

Tokyo 2020: bronzo nella 4x100m sl e nella 4x200m sl.
- Mondiali

Gwangju 2019: oro nella 4x200m sl, argento nella 4x100m sl mista e bronzo nella 4x100m sl.
Fukuoka 2023: bronzo nella 4x200m sl.
- Mondiali in vasca corta

Hangzhou 2018: bronzo nei 200m sl.
- Campionati panpacifici

Tokyo 2018: argento nella 4x100m sl e nella 4x200m sl
- Giochi del Commonwealth

Gold Coast 2018: oro nella 4x200m sl.